# Ataullah Bajazitov
Ataullah Bajazitov (Гатаулла Баязитов) est un intellectuel musulman russe-tatar, né en 1846 dans l'oblast de Riazan et décédé en avril 1911 à Saint-Pétersbourg.
Né en 1846 dans une famille tatare de le district de Kasimov, près de Riazan. Son père est imam et il étudie dans une madrassa près de Kasimov, puis y enseigne la logique et la philosophie.
En 1871, la société musulmane de Saint-Pétersbourg le choisit pour être l'imam de la mosquée de Saint-Pétersbourg, dans la construction de laquelle il joua un grand rôle, siégeant notamment à la commission architecturale qui choisit le projet "mamelouk" et collectant des fonds pour sa construction.
Il est nommé parallèlement ahund, c'est-à-dire chapelain de la Garde impériale, puis traducteur de turc au département asiatique du ministère des Affaires étrangères russe. Il y enseigne également le droit islamique.
Il publie de nombreux ouvrages bien diffusés dans les milieux musulmans de Russie et dirige le journal tatar Nour ("La Lumière") publié à Saint-Pétersbourg de 1905 à 1917.
Musulman conservateur et quiétiste, bon connaisseur des relations de l'islam avec l'État russe, il imprime sa marque propre dans le paysage intellectuel de l'époque en défendant la compatibilité de l'islam et de la modernité. Il écrit ainsi une réponse au discours d'Ernest Renan sur l'Islam (1883) sur le modèle d'al-Afghani, un livre sur l'islam face à la science (1887) et un Islam et progrès (1898), ces deux derniers ouvrages bénéficiant d'une traduction en turc et d'une publication à Constantinople. Il développe l'idée que le retard subi par la civilisation musulmane n'est pas le fait de sa religion, qui développe au contraire des prédispositions au travail et à l'étude, mais de son histoire et des politiques menées.

## Œuvres
- Отношение ислама к науке и к иноверцам (Attitude de l'islam face à la science et aux infidèles), Saint-Pétersbourg, 1887, 102p
- Возражение на речь Эрнеста Ренана, сказанную в Науч-ной французской ассоциации (Objections au discours d'Ernest Renan), Saint-Pétersbourg, 1883, 38p
- Ислам и прогресс (L'Islam et le Progrès)Saint-Pétersbourg, 1898, 95p (Revue et extraits traduits en français)
- Articles:
  - "Вопрос о просвещении инородцев (Question sur l'éducation des minorités", Восточн. Обозр., 1885, no 10
  - "По поводу мусульманского фанатизма (A propos du fanatisme musulman)", СПб. Ведом, 1886, no 123)
  - "По поводу помещенного в одной газете известия о скором обращении всех в ислам (Sur la nouvelle parue dans un journal sur la conversion prochaine de tous à l'islam)", Golos, 1882, no 308
  - "В защиту татарских мектебе и медресе в России (Défense des mektebe et medresse tatares)", Syn Otetchestva, 1892, no 338
  - "В защиту татарской литературы от цензуры (Défense de la littérature tatare contre la censure)", СПб. Ведомости, 1891, no 96-214
- Возникновение Ислама (L'émergence de l'islam), 1881: biographie de Mohammed en langue tatare
- Дунья-Маншат (Vie et lumière), 1883: ouvrage en tatare pour l'éducation élémentaire.

## Sources
- Encyclopédie Brockhaus et Efron
- Stéphane Dudoignon, "ECHOES TO AL-MANAR AMONG THE MUSLIMS OF THE RUSSIAN EMPIRE", Intellectuals in the Modern Islamic World:Transmission, Transformation and Communication, Routledge, 2009, p.110.